# Nan (ville)
Pour les articles homonymes, voir Nan.
Nan (en thaï น่าน ) est une ville de Thaïlande située à 18° 46' 58.80" N de latitude et à 100° 46' 58.80" E de longitude, à 668 km de Bangkok. Sa population dépasse les 24 000 habitants. Elle se trouve au cœur de la Province de Nan, dont elle est la capitale, sur la rive droite (occidentale) de la Nan.
Nan est une petite ville non dénuée de charme aux activités essentiellement commerciales, administratives, éducatives et hospitalières. Son développement industriel et touristique, jusqu’à présent limité, reste lié à une ouverture complète du poste-frontière de la province de Nan (Ban Huay Kon à 140 km au nord de Nan) vers le Laos et au-delà vers la Chine, ouverture qui est pour le moment remise à plus tard.

## Histoire
Le passé de Nan plonge au plus profond de l'histoire de la Thaïlande. Pendant des siècles Nan fut un royaume isolé et indépendant entretenant peu de liens avec le monde extérieur.
Des traces  substantielles d'habitats préhistoriques existent, mais il fallut attendre que  plusieurs petits meuang (bourg) se rassemblent pour former Nanthaburi sur la rivière Nan au milieu du XIVe siècle – au moment même où Luang Prabang et le royaume de Lan Xang (million d'éléphants) étaient fondés au  Laos - pour que la ville devienne une puissance avec laquelle il fallait compter, ravissant à Pua le rang de capitale du royaume. La dynastie Phukha fondatrice du royaume, donna 64 souverains au royaume. Lié au puissant Royaume de Sukhothaï, le muang (ville) prit le titre Waranakhon et joua très tôt un rôle significatif dans le développement du nationalisme thaï.
Vers la fin du XIVe siècle, Nan devint l'une des neuf principautés Thaï-Lao du Nord qui comprenaient le Lanna Thai (à présent connu sous le simple nom de Lanna) et la cité-état s'est épanouie tout au long du XVe siècle sous le nom de Chiang Klang (ville moyenne), une référence à sa position - approximative ! - à mi-chemin entre Chiang Mai (nouvelle ville) et Chiang Thong (ville d'or, aujourd'hui Luang Prabang).
Les Birmans s’emparèrent du royaume en 1558 et asservirent et transférèrent de nombreux habitants en Birmanie ; la ville était complètement abandonnée jusqu’à ce que la Thaïlande occidentale fût reprise aux Birmans en 1786. La dynastie locale a alors regagné sa souveraineté sur Nan et celle-ci est demeurée semi-autonome jusqu'en 1931, lorsque Nan a finalement accepté la pleine domination de Bangkok.
Des parties du vieux mur de la ville et plusieurs wat (temples) remontant à la période du Lanna sont encore visibles à Nan. Les wats de Nan ont des caractères distincts : une influence Lanna peut être remarquée dans leur structure, alors que d'autres appartiennent au legs Thaï Lü venus de Xishuangbanna, leur patrie historique.

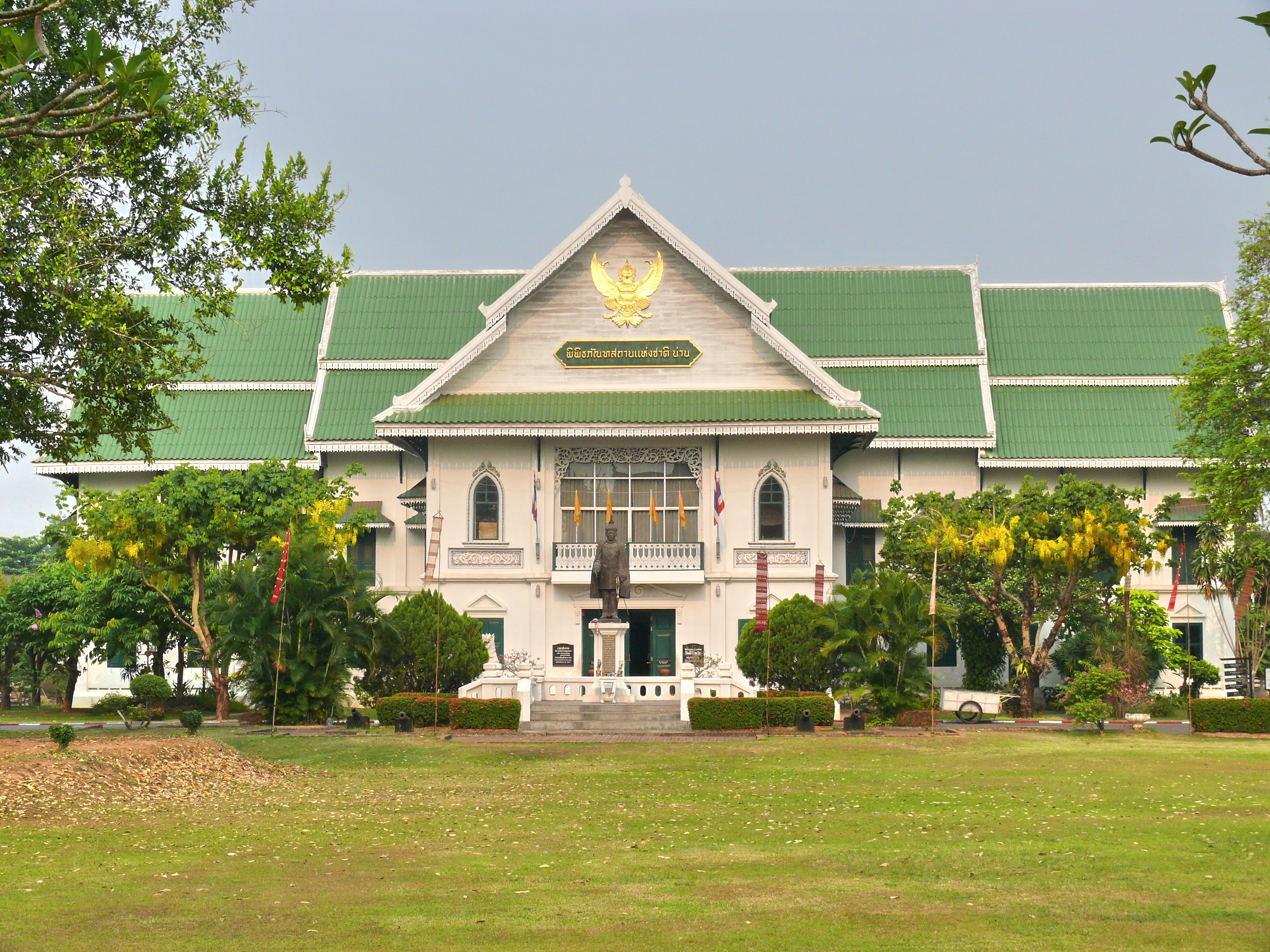
Musée national de Nan

## Musée national de Nan
Situé dans le palais daté de 1903 des deux derniers seigneurs féodaux de Nan (Phra lao Suriyapongpalidet et Jao Mahaphrom Surathada), ce musée (Th Pha Kong) a ouvert ses portes en 1973. Les rénovations relativement récentes en ont fait un des musées provinciaux les plus modernes de Thaïlande et, à la différence de la plupart de ceux-ci, il propose également des explications en anglais pour beaucoup des pièces exposées.
Le rez-de-chaussée, divisé en six salles d'exposition est consacré aux objets ethnologiques couvrant les divers groupes ethniques présents dans la province, y compris les Thaïs du Nord, les Thaï Lü, les Htin, les Khamu, les Mabri, les Hmong et les Mien. Parmi les pièces exposées, on trouve de l’argenterie, des textiles, des ustensiles folkloriques et des costumes tribaux. Le 2e étage abrite des pièces illustrant l'histoire de Nan, l'archéologie et l'architecture locales ainsi que des insignes royaux, des armes, de la céramique et de l'art religieux.
La collection d'images de Bouddha du musée inclut quelques rares modèles Lanna aussi bien que des modèles locaux aux oreilles souples. Généralement faites en bois, ces images en position debout dans la posture dite de « l’appel à la pluie » (avec les mains sur les côtés, se dirigeant vers le bas) montrent une influence marquée de Luang Prabang. Selon les conservateurs du musée, il existe un modèle de Bouddha de Nan, unique dans la sculpture bouddhiste ; quelques pièces exposées sont proches d’autres modèles thaïs, alors que d'autres sont tout à fait originaux, avec les oreilles s’affaissant à l'extérieur.
En outre, au 2e étage, est exposée une défense d'éléphant « noire » (en fait brun-rougeâtre) rare : elle aurait été offerte à un seigneur de Nan, il y a environ 300 ans par le seigneur Khün de Chiang Tung (Kengtung). Maintenu en hauteur par un Garuda (oiseau mythique) sculpté en bois, la défense mesure 97 cm de long et a une circonférence de 47 cm.
À côté du musée, un bâtiment abrite une boutique où sont vendus des livres sur l'art et l'archéologie thaïs.

## Demeure des rois de Nan

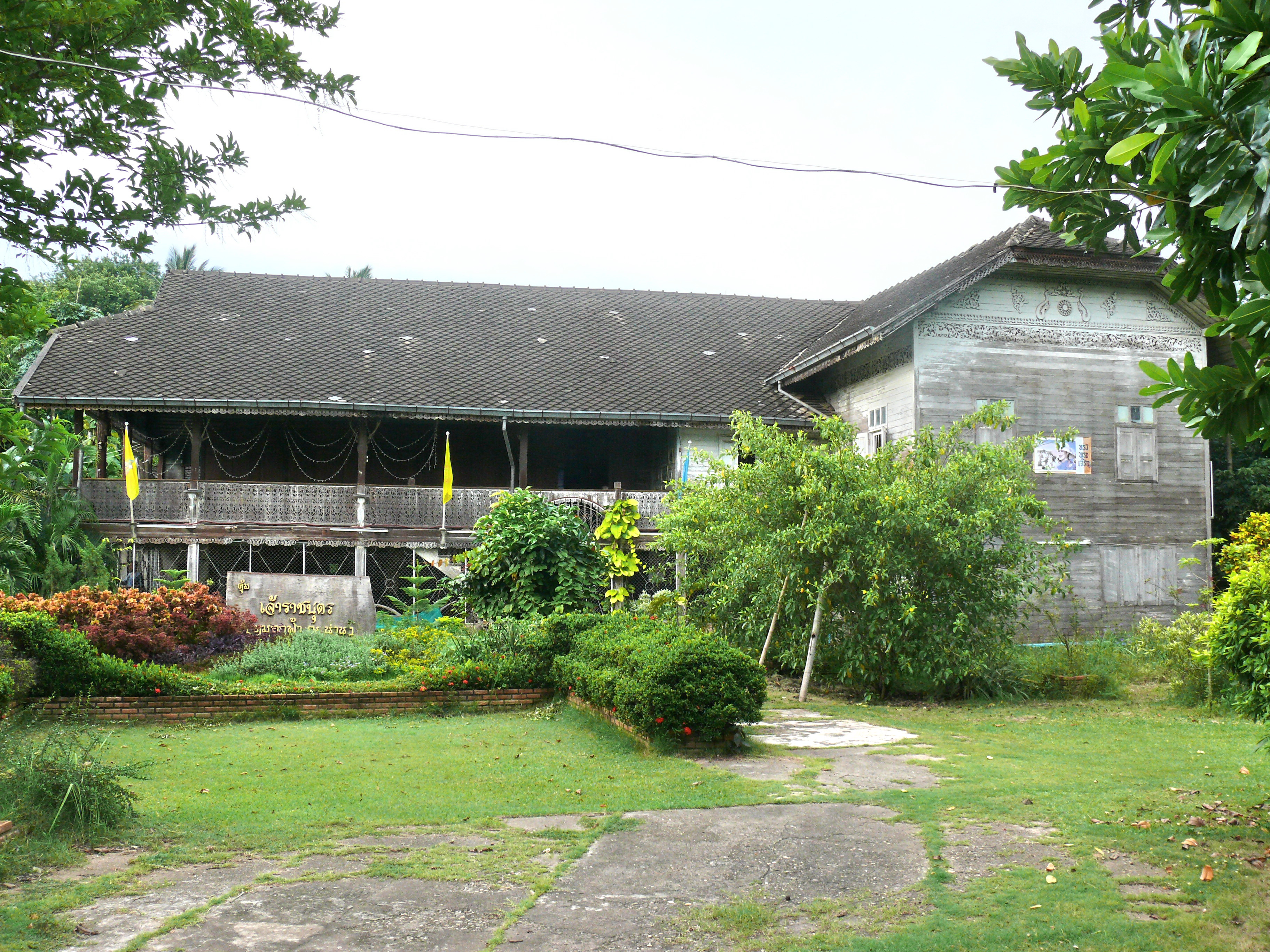
Demeure des rois de Nan

Construite en teck en 1866 et reconstruite en 1941, cette grande maison est à présent la résidence de Chao Sompradhana Na Nan. Elle abrite des objets historiques tels que des armes anciennes, de l'ivoire d'éléphant de guerre et des photographies du roi Rama V.

## Restes des murailles de la ville

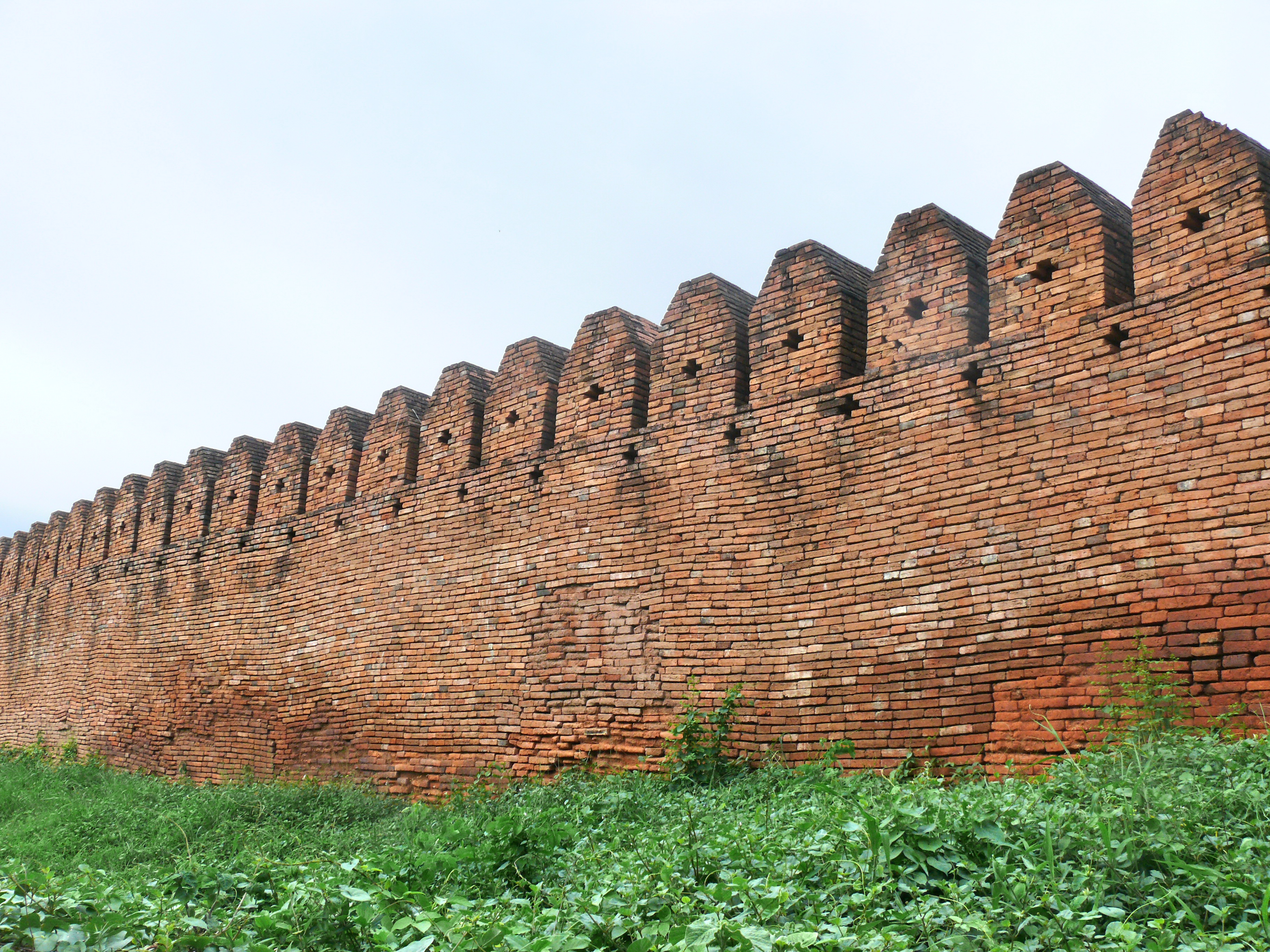
Murailles de Nan

Construite en 1885 par le seigneur de Nan, Chao Anantavorarittidet, la muraille remplaça un mur-palissade détruit par une inondation en 1817. On en aperçoit les restes à la rencontre de la Th Mahawong et de la Th Rob Muang, au sud-ouest de la ville.

## Sites religieux
Wat Phumin

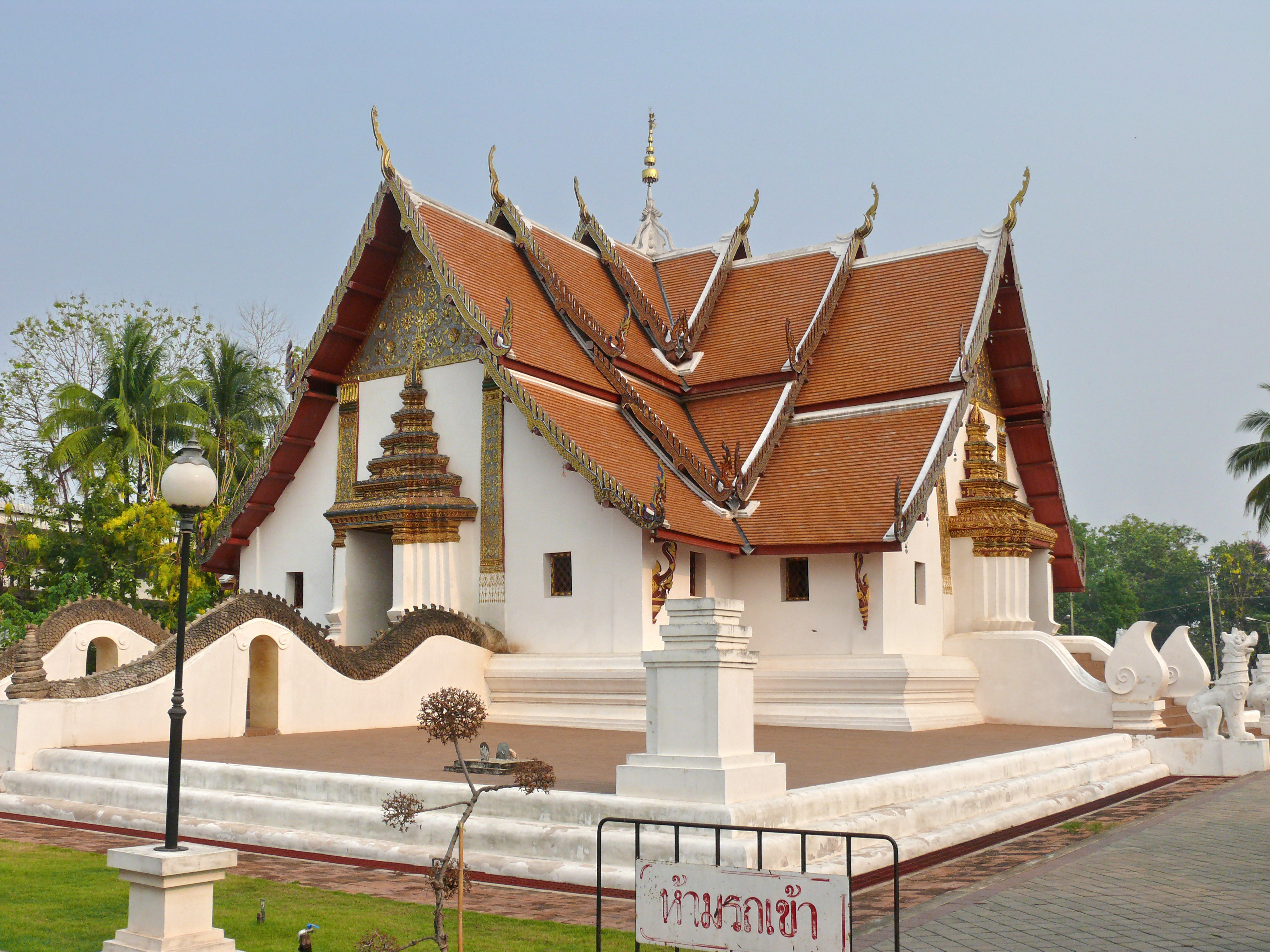
Wat Phumin, Nan

Le wat le plus célèbre de Nan est renommé pour son bôt  cruciforme construit en 1596 et restauré pendant le règne de Chao Ananta Vora Ritthi Det de 1867 à 1875.  C’est le seul temple construit comme s’il se trouvait sur les dos de deux immenses serpents (Nâgas).
C'est aussi un bon exemple de l'architecte Thaï Lü. La structure du toit est supportée par douze piliers de teck décorés d’or sur de la laque noire et rouge et des motifs d’éléphants. L'autel fleuri au centre du bôt possède quatre Bouddhas de style Sukhothaï dans la posture Bhûmisparsha-Mudrâ ("la prise de Bhumi, la terre, à témoin" ou "victoire sur les démons de Mara" - avec une main touchant la terre), faisant face aux quatre directions. La forme de leurs oreilles et de leur nez démontre l’influence de la sculpture Lao. À côté de cet autel se trouve un magnifique thammdat (un « siège de dhamma » employé par des moines en train d’enseigner).
Des peintures murales de grande valeur illustrent les Jataka (vies antérieures du Bouddha) ainsi que des scènes de la vie locale de l'époque (on y remarque même des Européens - probable référence à l'arrivée des Français à qui l'Est de la vallée de la Nan fut cédé en 1893). Elles ont été exécutées pendant la restauration du temple par des artistes Thaï Lü à la fin du XIXe siècle. Le style assez particulier s’éloigne du style classique et se rapproche de celui des peintures murales du Wat Phra Singh de Chiang Mai.
Wat Phra That Chae Haeng

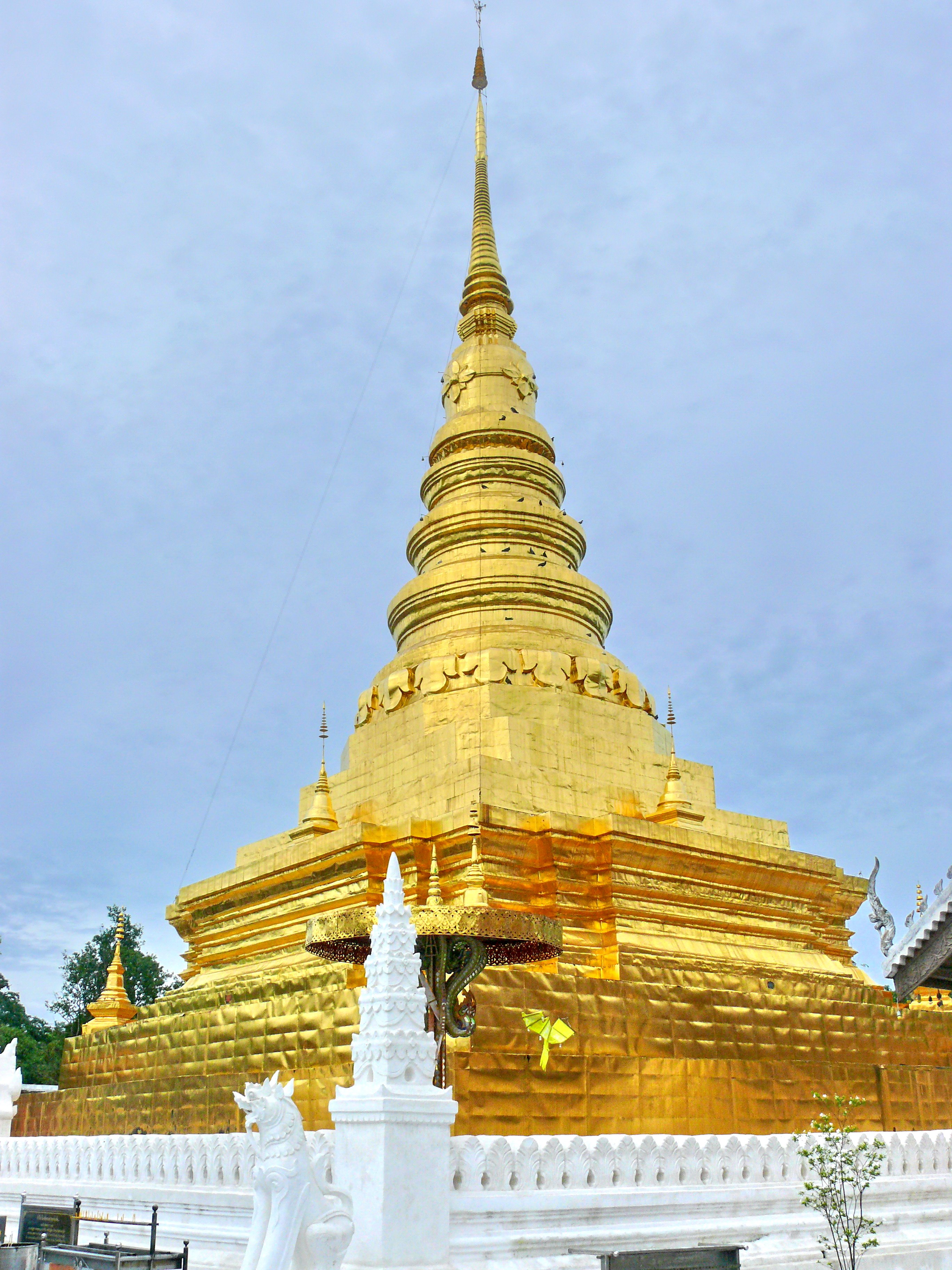
Stûpa du Phra That Chae Haeng

À deux kilomètres de la ville, après le pont qui enjambe la rivière Nan en direction du sud-est, ce wat datant de 1355, construit par le maître de Pua, Chaopraya Kan Mueang, est le wat le plus sacré de la province de Nan. Muré par une clôture, il est situé sur une place, au sommet d’une colline avec une vue sur Nan et sur sa vallée.  Le bôt  fortement influencé par le style Thaï Lü comporte un toit triple à gradins avec des gouttières en bois découpées et des reliefs sculptés de dragons au-dessus des portes. À côté du bôt, un stûpa doré de style Lanna, haut de 55,5 m, repose sur une grande base carrée mesurant  22.5 m de côtés  et contient une relique venue de Sukhothaï ; le stupa originel, renforcé à plusieurs reprises fut finalement recouvert en 1610 par le stupa actuel par Chao Si Song Mueang.
Wat Phra That Chang Kham

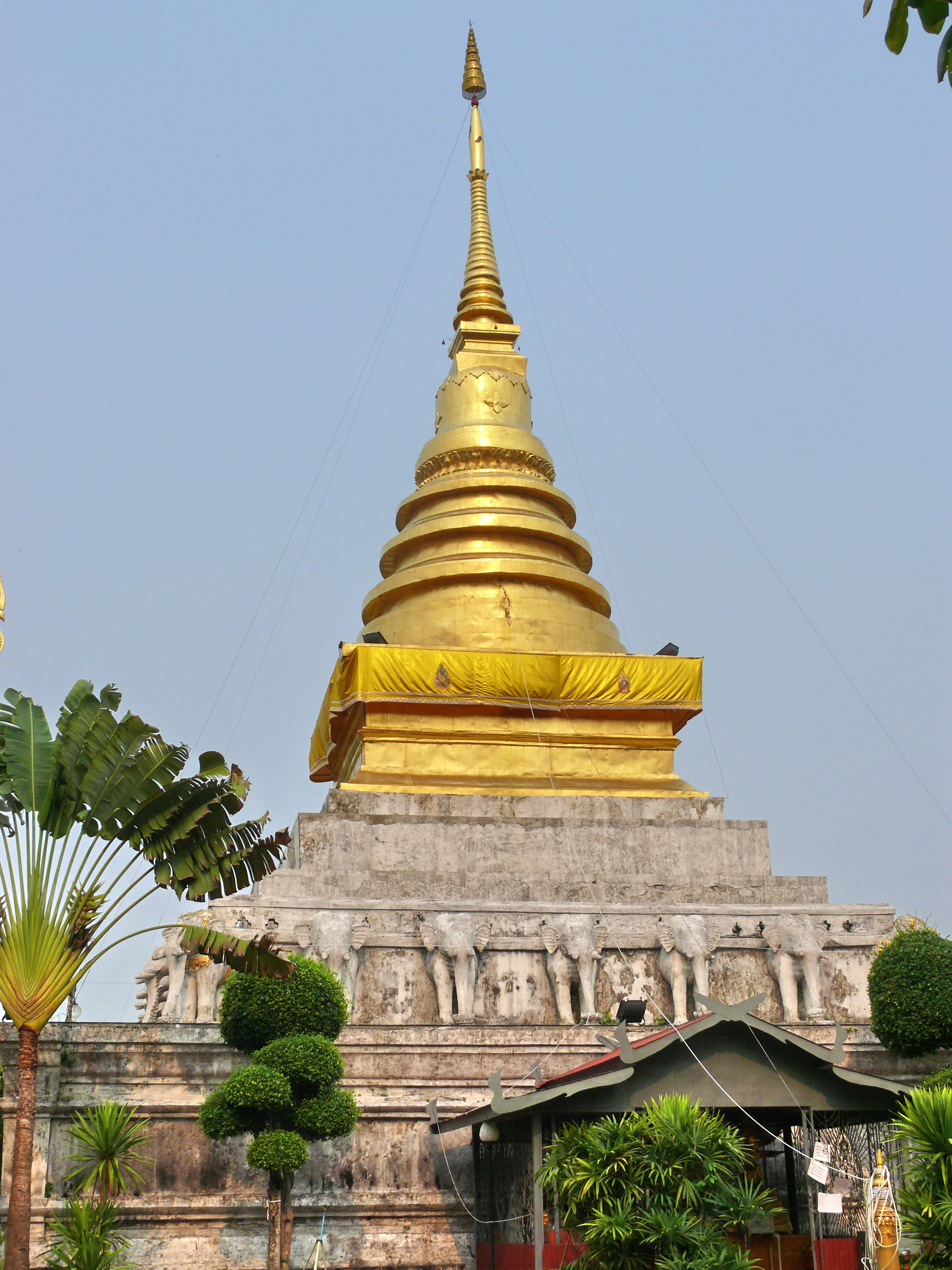
Wat Phra That Chang Kham, Nan

C'est le deuxième wat le plus important de la ville après le Wat Phra That Chae Haeng ; la date de sa fondation est inconnue. Le  wihàan  principal, reconstruit en 1458, a une énorme image de Bouddha assis et des peintures murales dégradées en cours de restauration soigneuse. En outre dans le wihàan se trouve un ensemble de rouleaux manuscrits de la période Lanna (en écriture Lanna) comportant non seulement les écrits bouddhistes habituels mais aussi l'histoire, la loi et l'astrologie du temps. Un thammdat (un « siège de dhamma » employé par des moines en train d’enseigner) est placé à côté.
Le magnifique stûpa derrière le  wihàan, datant du XIVe siècle, remonte probablement au temps de la fondation du temple. À sa base, il est décoré d’une frise formée de 24 trains avant d'éléphant semblables à ceux que l’on peut voir à Sukhothaï et à Si Satchanalai.
À côté du se trouve un petit bôt sans grand intérêt datant de la même période.  
 Wat Phra That Chang Kham  est également remarquable pour son  hàw trai  (bibliothèque conservant les Tipitaka), le plus grand de Thaïlande. Il est aussi grand ou même plus grand qu’un  wihàan   moyen, mais il est à présent vide.
Le wat est situé en face du musée national de Nan.
Wat Hua Khuang
En grande partie ignoré par les historiens d'art, ce petit wat situé diagonalement à l’opposé du  Wat Phra That Chang Kham  , comporte un stupa original de style Lan Xang/Lanna avec quatre niches de Bouddha, un  hàw trai  de bois de - maintenant utilisé comme  kùti  (cellule de moine) - et un bôt remarquable avec une véranda en bois sculpté de style Luang Prabang. À l'intérieur, on note un plafond en bois sculpté et un autel énorme avec un Nâga. La date de la fondation du temple est inconnue, mais les indications stylistiques suggèrent qu’il pourrait être l'un des wats les plus anciens de la ville.
Wat Suan Tan

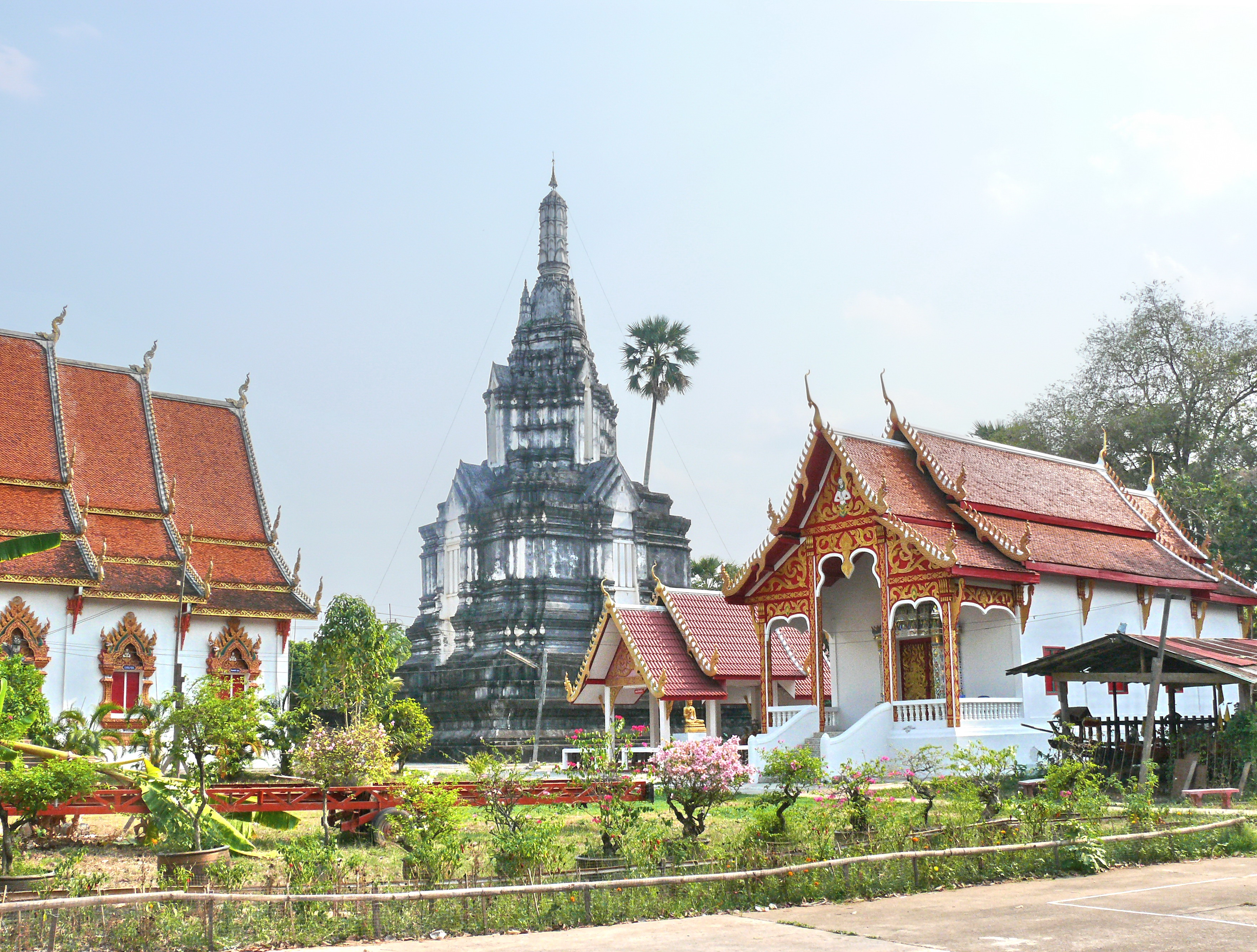
Wat Suan Tan, Nan

Censément établi en 1456, le  Wat Suan Tan  (« monastère de la palmeraie » ;  Th Suan Tan) comporte un stûpa intéressant du XVe siècle (40 m de hauteur) qui combine des motifs de style Hindou/Khmer (stupa en forme de prang ) et un motif, le surmontant, en forme de bourgeon de lotus influencé de façon évidente par le style de Sukhothaï, modifié dans sa forme actuelle en 1914.  Le wihàan fortement reconstitué contient le Phra Chao Thong Thipun, Bouddha en bronze de style Sukhothaï précoce, assis dans la position du bhumisparsa. Il mesure 4,10 mètres et aurait été commandé par le souverain Tilokaraj de Chiang Mai à la suite de sa conquête de Nan en 1449.

## Régates

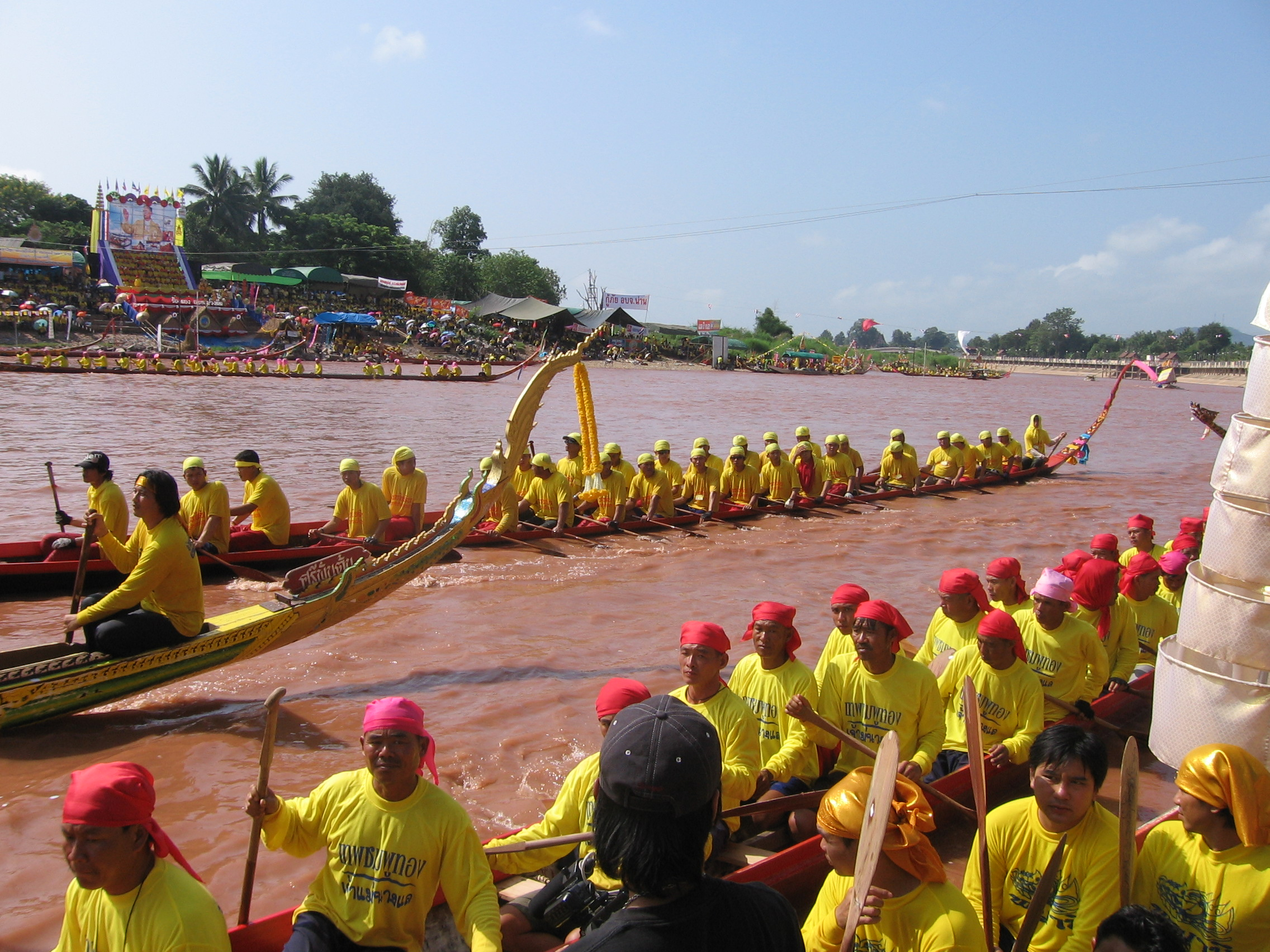
Régate, Nan

Traditionnellement, les régates se tiennent une fois par an dans les provinces où coule une voie navigable importante. Elles sont un des rites traditionnels marquant la fin de la Retraite Bouddhiste (Hok Pansa) et de la saison des pluies. Elles se déroulent surtout le 11e ou le 12e mois lunaires (septembre ou octobre), quand le niveau de l'eau est à son plus haut.
À présent, les régates sont considérées comme un sport national. Leur histoire remonte à la période d'Ayutthaya, il y a environ 600 ans. Pourtant, à l’époque, les régates n’étaient qu’une façon de maintenir les moyens nautiques à niveau pour la défense nationale.
Généralement les bateaux de régate sont faits de troncs d'arbre évidés et ils peuvent loger jusqu'à 60 rameurs assis en rang double. Les rameurs s'habillent d'habitude de la même couleur. L'événement attire des centaines de spectateurs locaux et étrangers qui regardent la course avec enthousiasme le long des deux rives du cours d’eau. À la fin, des trophées et des prix sont donnés aux équipes victorieuses.
Les régates de la rivière Nan sont colorées et uniques parce que les bateaux qui y participent sont de couleurs vives et ont des proues décorées avec imagination. Les spectateurs qui encouragent leurs équipes sur les bancs de la rivière forment des foules généralement tumultueuses et bon enfant. Les régates célèbrent aussi la défense d'éléphant « noire » (voir section sur le musée national de Nan).

## Transports
Nan est reliée par avion et par autobus au reste du pays.
Une ligne aérienne régulière relie Nan à Bangkok quatre fois par semaine (le lundi, le mercredi, le vendredi et le dimanche). Par la route, il faut de 10 à 13 heures, selon le type de bus, pour relier Nan à Bangkok. Des bus permettent également de se rendre de Nan à Chiang Mai, à Chiang Rai et à Phrae.  
Les moyens de transports locaux comprennent les sawngthàew, les moto-taxis et les cyclo-pousses.